# Массароза
Массароза (італ. Massarosa) — муніципалітет в Італії, у регіоні Тоскана,  провінція Лукка.
Массароза розташована на відстані близько 290 км на північний захід від Рима, 75 км на захід від Флоренції, 15 км на захід від Лукки.
Населення — 22 556 осіб (2014).

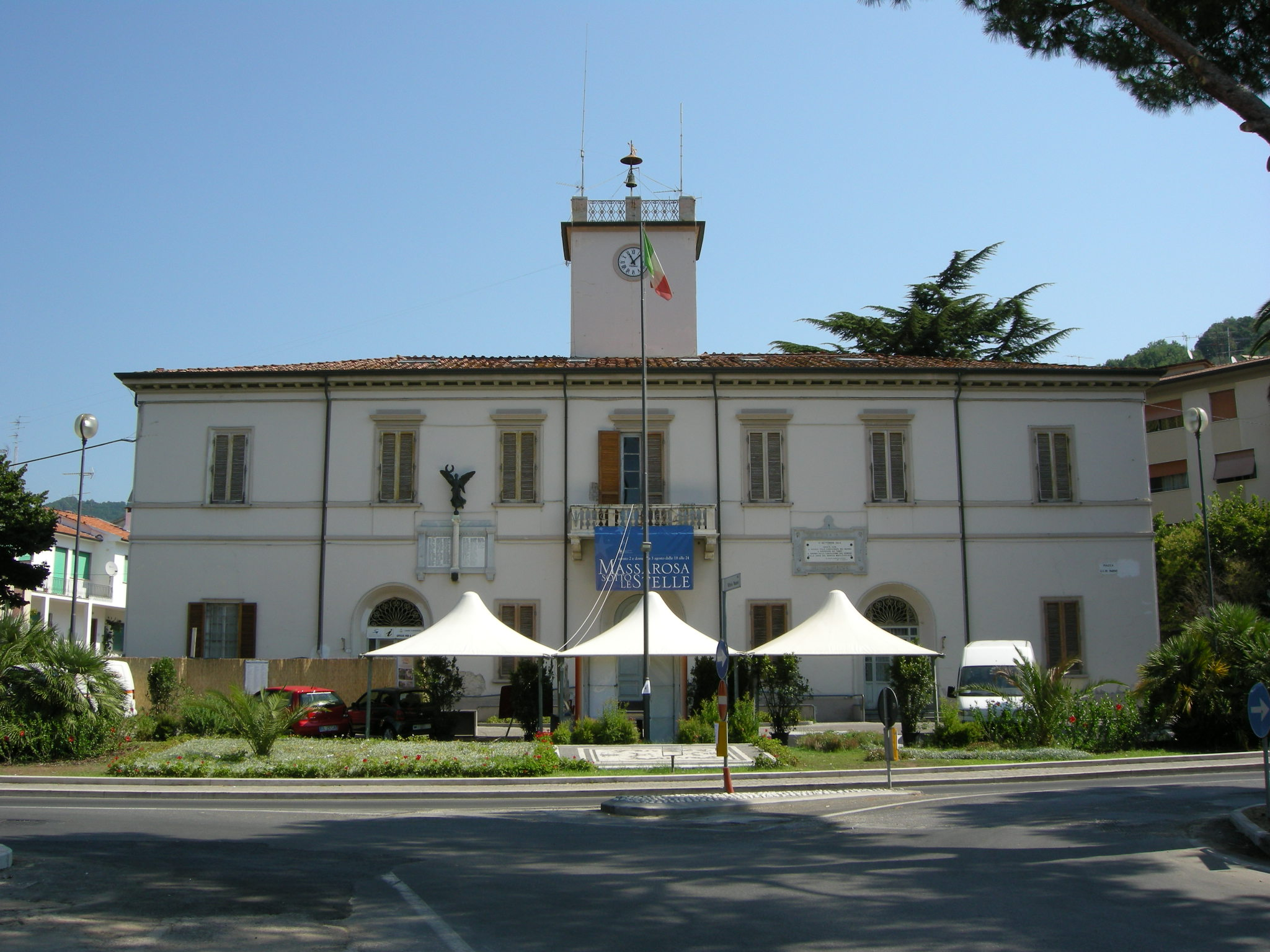

Щорічний фестиваль відбувається 25 липня. Покровитель — San Iacopo.

## Демографія
Населення за роками:

Станом на 1 січня 2023 року в муніципалітеті офіційно проживало 950 іноземців з 66 країн, серед них 485 громадян країн Євросоюзу та 37 громадян України.

## Сусідні муніципалітети
- Камайоре
- Лукка
- Векк'яно
- В'яреджо